# بوغورودسك
بوغورودسك (بالروسية: Богородск) هي إحدى مدن روسيا في الكيان الفدرالي الروسي نيزني نوفغورود أوبلاست.